# Triniochloa
Triniochloa é um género botânico pertencente à família Poaceae.
1. ↑  «Triniochloa — World Flora Online». www.worldfloraonline.org. Consultado em 19 de agosto de 2020